# انقلاب ۲۰۱۱ مصر
انقلاب ۲۰۱۱ مصر (به عربی: ثورة ۲۵ ینایر، انقلاب ۲۵ ژانویه) مجموعه‌ای از راهپیمایی‌ها، اعتراضات و نافرمانی‌های مدنی است که از ۲۵ ژانویه ۲۰۱۱ (۵ بهمن ۱۳۸۹) در کشور مصر آغاز شد و به استعفای حسنی مبارک در ۱۱ فوریه ۲۰۱۱ (۲۲ بهمن ۱۳۸۹) و ایجاد حکومتی نظامی در کشور منجر شد. این انقلاب با الهام از موفقیت انقلاب تونس صورت گرفت. انقلابیون مصر، اهداف خود را انقلاب علیه شکنجه، فقر، فساد و بی‌کاری اعلام می‌کردند و خواهان سرنگونی حکومت حسنی مبارک، لغو قانون شرایط اضطراری، افزایش حداقل دستمزدها، پایان دادن به خشونت‌ها و مهم‌تر از همه، روی کار آمدن یک حکومت مردمی بودند.
حسنی مبارک پس از استعفا، تمامی اختیارات خود را به شورای عالی نیروهای مسلح متشکل از فرماندهان ارشد ارتش به ریاست ارتشبد محمدحسین طنطاوی سپرد. ارتش مصر در جریان این انقلاب از حمایت از حکومت حسنی مبارک خودداری کرد. احمد شفیق نخست‌وزیر مصر نیز بر اثر فشار معترضان در ۳ مارس ۲۰۱۱ مجبور به استعفا شد. پس از استعفای احمد شفیق، شورای عالی نیروهای مسلح، عصام شرف را به ریاست دولت برگزید. عصام شرف هم در نوامبر همان سال استعفا داد. پس از عصام شرف، کمال جنزوری جای او را گرفت.
با وجود سرنگونی حکومت حسنی مبارک برخی از معترضان همچنان به اعتراضات خود ادامه دادند. در ماه مارس قانون اساسی جدیدی در این کشور با همه‌پرسی عمومی رسمیت یافت. انتخابات پارلمانی هم در ۲۸ نوامبر برگزار شد. سپس دادگاه حسنی مبارک و دو پسرش، به همراه تعدادی از مقامات حکومت وی برگزار شد.

## گاهشمار وقایع

کشور مصر

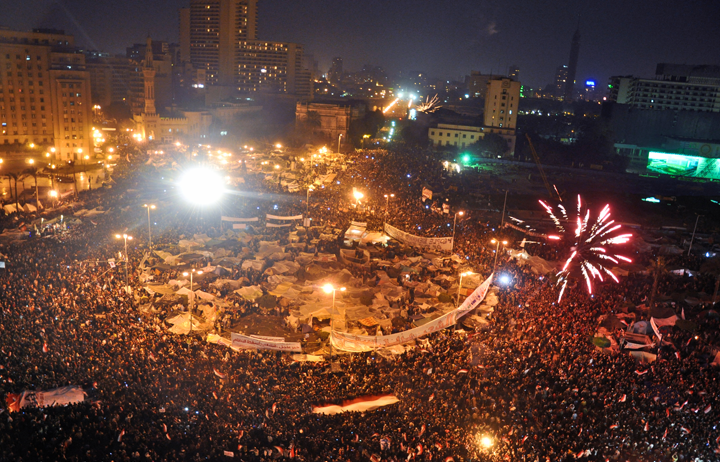
صحنه‌ای از تحصن مردم مصر در میدان التحریر

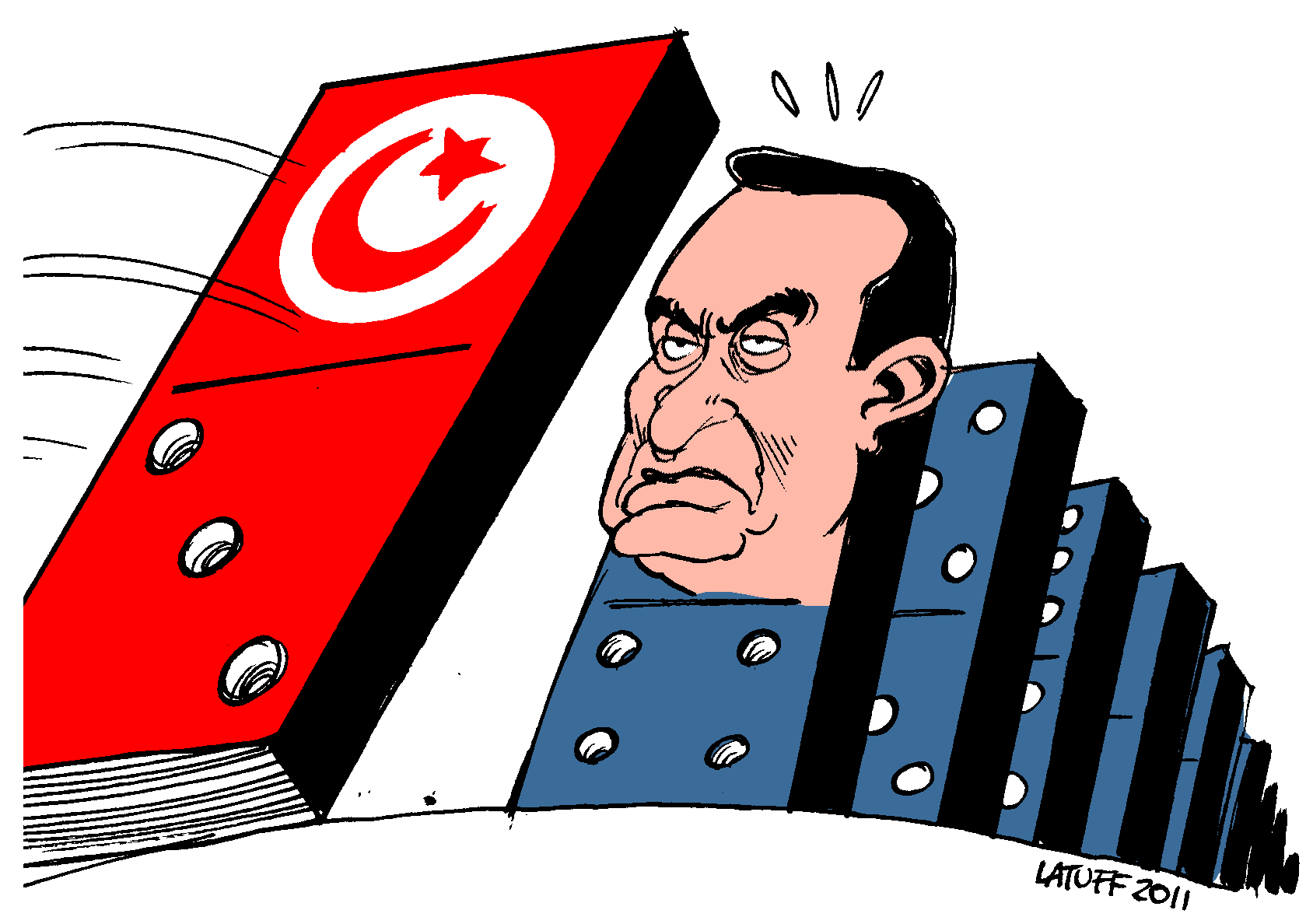
کاریکاتوری از بهار عربی

محمد البرادعی، پیش از ورود به عنوان یکی از چهره‌های شاخص در امور سیاسی مصر، دربارهٔ احتمال رخداد وقایعی مشابه با تونس، در مصر هشدار داد.
اولین جرقهٔ بهار عربی درحقیقت در ۱۵ ژانویه ۲۰۱۱ م. (۲۵ دی ۱۳۸۹ خ) با تظاهرات شهروندان مصری در مقابل سفارت تونس که برای حمایت از انقلاب تونس بود آغاز شد. بسیاری از تحلیل‌گران تظاهرات فوق را اولین جرقهٔ انقلاب مصر قلمداد می‌کنند.
دو روز پس از این تظاهرات یک جوان مصری با نام عبده عبدالمنعم حماده جعفر خلیفه در اعتراض به بسته شدن رستوران خود و عدم توجه مسئولان به شکوائیه‌اش، در مقابل ساختمان مجلس شعب (مردم) این کشور دست به خودسوزی زد. این جوان مصری قبل از خودسوزی در مقابل مجلس شعارهایی نظیر «ای نیروهای امنیتی این کشور حق من درون مصر ضایع و پایمال شده‌است» سر داد.
با شعله‌ور شدن خشم مردم علیه نظام مصر کشورهای مختلف مواضع متفاوتی در مقابل این انقلاب گرفتند.
پس از فشار معترضان که با حضور در تظاهرات‌های میلیونی در مصر صورت می‌گرفت، حسنی مبارک در تاریخ ۲۸ ژانویه ۲۰۱۱ به منظور مقابله با این تظاهرات‌ها، اقدام به اعلام حکومت نظامی در شهرهای قاهره، اسکندریه و سوئز کرد. در تاریخ ۲۸ ژانویه ۲۰۱۱ و در اوج دوره‌ای از آشوب، تعداد ۱۸ شی از اشیاء عتیقه از موزه مصر ربوده شدند.
حسنی مبارک با دستور مستقیم خود به تمامی نیروهای امنیتی کشور دستور شلیک گلوله به طرف تظاهرکنندگان را صادر کرد و نیروی هوایی را به حالت آماده باش درآورد. در همین روز دیوار صوتی در میدان تحریر قاهره توسط جنگنده‌های ارتش مصر شکسته شد.
در همین حال طبق اعلام رسمی منابع مطلع، یک روز قبل یعنی در ۲۹ ژانویه ۲۰۱۱ جمال مبارک، فرزند حسنی مبارک مصر را با ۱۰۰ چمدان به مقصد لندن ترک کرد. جمال مبارک ۴۸ ساله که گزینه جانشینی پدرش بود، توسط یک هواپیمای اختصاصی از قاهره به لندن پرواز کرد و همسر و دخترش او را در این سفر همراهی کردند.
پرواز ناگهانی او توسط سایت عربی «اخبار العرب» گزارش داده شد.
همزمان با انتشار خبر فرار فرزند حسنی مبارک به لندن پایتخت انگلیس، مردم مصر با حضور در خیابان‌ها با نیروهای امنیتی درگیر شدند. در این درگیری‌ها حدود ۸۶۰ نفر از معترضان بازداشت شدند.
با افزایش درگیری‌ها و اعتراضات در قلب مصر، توئیتر در تاریخ ۲۸ ژانویه ۲۰۱۱ توسط دولت حسنی‌مبارک فیلتر شد. دولت مصر معتقد بود که مخالفان از طریق شبکهٔ اجتماعی توئیتر دست به هماهنگی‌های بیشتر می‌زنند.
هنوز یک روز از فیلتر شدن توئیتر نگذشته بود که دولت مصر اینترنت سراسری در مصر را قطع کرد.
گسترش دامنهٔ اعتراضات سبب شد تا در ۲۹ ژانویه ۲۰۱۱ میلادی حسنی مبارک، احمد نظیف را برکنار و احمد شفیق را رسماً به عنوان نخست‌وزیر جدید و عمر سلیمان را رسماً به عنوان معاون رئیس‌جمهور مصر منصوب کرد. عمر سلیمان تا پیش از آن، ریاست سازمان امنیت ملی مصر را بر عهده‌داشت.

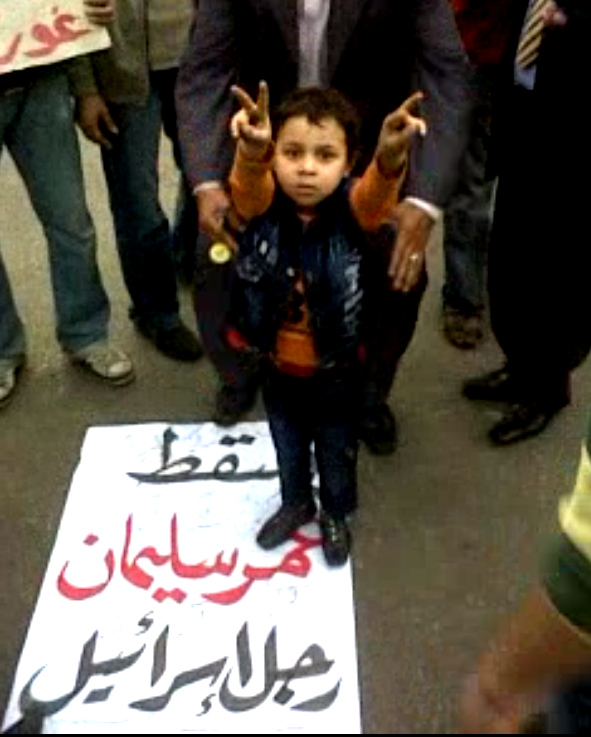
اعلام نفرت معترضان مصر از عمر سلیمان

عمر سلیمان طبق اسناد ویکی لیکس، سه سند عمده از وی یافت می‌شود که به دیدار محرمانهٔ وی با دریاسالار مایک مولن رئیس ستاد مشترک نیروهای مسلح آمریکا برمی‌گردد. عمر سلیمان در آن ملاقات گفته‌است: هدفش مقابله با رادیکالیسم در نوار غزه، ایران و سودان است. طبق اسناد ویکی لیکس جمال مبارک و اطرافیانش به دنبال کاستن از نفوذ و قدرت افرادی چون عمر سلیمان و طنطاوی بوده‌اند تا انتقال قدرت از پدر به پسر با سهولت انجام پذیرد.
در همین روز در شهر دیگر مصر یعنی اسکندریه معترضان توانستند شهر را در اختیار بگیرند. در این روز ساختمان استانداری توسط معترضان به آتش کشیده‌شد و پلیس از این شهر عقب‌نشینی کرد.

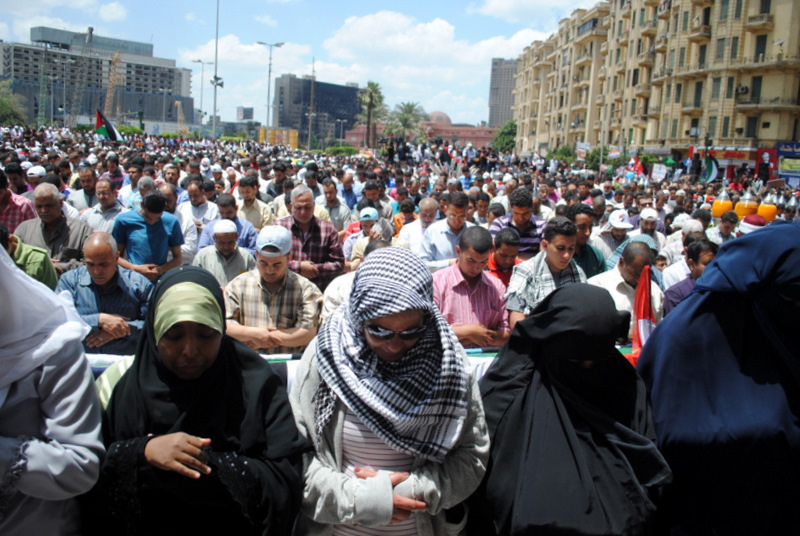
برپایی نماز توسط معترضان در خیابان‌ها

با ادامهٔ بحران و عدم توانایی دولت در سرکوب مخالفان، تظاهرات‌ها گسترش یافت. با حضور مردم خشمگین در تمام نقاط شهرهای گوناگون مصر، سفارت اسرائیل در مصر اقدام به خارج کردن دیپلمات‌های خود از مصر با هواپیمای اختصاصی کرد. سفارت اسرائیل اولین و آخرین سفارتخانه‌ای بود که دیپلمات‌های خود را از مصر خارج کرد.(نیازمند منبع)
شورای عالی نیروهای مسلح مصر در بیانیه‌ای تأکید کرد که مصر همهٔ معاهدات بین‌المللی این کشور، و در صدر آنها، پیمان صلح با اسرائیل را محترم می‌شمارد.
در ۳۰ ژانویه ۲۰۱۱ و با روی کار آمدن یک دولت امنیتی در مصر، ناآرامی‌ها و تظاهرات خیابانی مردم مصر علیه دولت این کشور شدت گرفت و بسیاری از مراکز مهم دولتی و خصوصی از جمله بانک‌ها و سازمان بورس قاهره تعطیل شدند.
فدراسیون فوتبال مصر نیز برای جلوگیری از هرگونه بهره‌برداری از تجمعات در استادیوم‌ها و با توجه به غیبت بسیاری از مربیان و بازیکنان لیگ فوتبال این کشور را تعطیل اعلام کرد.
سرانجام پس از چندین روز کشمکش و خونریزی، ارتش مصر رسماً در تاریخ ۱ فوریه ۲۰۱۱ اعلام بی‌طرفی کرد. ارتش مصر رسماً اعلام کرد که خواسته‌های مردم مصر را که از یک هفتهٔ پیش در خیابان‌های این کشور علیه دولت تظاهرات می‌کنند، قانونی می‌داند. به باور بسیاری از تحلیل‌گران، اعلام بی‌طرفی ارتش مصر، در واقع مقدمات سقوط حکومت حسنی مبارک دیکتاتور مصر را فراهم کرد؛ زیرا ارتش مصر، آخرین سنگر مقاومت حسنی مبارک بود.
در شامگاه چهارشنبه ۲ فوریهٔ ۲۰۱۱ باراک اوباما رئیس‌جمهور ایالات متحدهٔ آمریکا در پیامی به مردم مصر رسماً اعلام کرد که انقلاب در مصر را باور کرده‌است. اوباما در گفتگویی تلفنی با حسنی مبارک خواستار عدم شرکت وی در انتخابات آتی مصر شد. حسنی مبارک نیز در آخرین پیام ویدئویی خود خاطرنشان کرد: با وجود فشارهای داخلی و خارجی از قدرت کنار نخواهد رفت و فقط قول خواهد داد که در انتخابات آیندهٔ مصر شرکت نداشته‌باشد. در این زمینه فرستاده‌ای ویژه از جانب ریاست جمهوری آمریکا به مصر فرستاده شد که حسنی مبارک را متقاعد کند که شرکت وی و فرزندش جمال مبارک در انتخابات آتی مصر به صلاح نخواهد بود.
در همین تماس تلفنی اوباما از حسنی مبارک خواسته‌است که نسبت به برخورد با معترضان محتاط‌تر عمل کرده و از برخوردهای خشن پرهیز کند. دولت ایالات متحدهٔ آمریکا کمک‌های جدید به دولت مصر را مشروط به نحوهٔ برخورد دولت مصر با مردم مصر قرار داد.
در همین حال گروه اخوان المسلمین که یکی از قوی‌ترین و جدی‌ترین گروه‌های مخالف دولت حسنی مبارک محسوب می‌شد در پیامی ارتباط خود با دولت حسنی مبارک برای مذاکره را رد کرد. اخوان المسلمین همچنین طرحی را برای آیندهٔ مصر و درگیری‌ها اعلام نمود.
محمد بدیع رهبر گروه اخوان‌المسلمین، حکومت حسنی مبارک را برای ادارهٔ مصر غیرقانونی و فاقد مشروعیت دانست و گفت: اخوان‌المسلمین همهٔ اقداماتی را که مبارک از آغاز انتفاضه مردم در ۲۵ فوریه گذشته تاکنون اتخاذ کرده‌است را رد می‌کند. در بیانیه رهبر اخوان‌المسلمین مصر آمده‌بود: هدف از طرح ۶ مرحله‌ای پیشنهادی، تحقق آزادیها، زندگی مسالمت‌آمیز و دموکراتیک و ساخت آینده‌ای روشن برای همهٔ ملت مصر است.
محمد بدیع اولین مرحله این طرح را کناره‌گیری مبارک از قدرت و انحلال دو مجلس مشورتی و خلق مصر اعلام کرد و در مرحله دوم پیشنهاد کرده‌است که رئیس دادگاه عالی قانون اساسی جایگزین وی شده و امور کشور را به‌دست گیرد.
مرحله سوم طرح پیشنهادی رهبر اخوان‌المسلمین می‌افزاید که می‌بایست حالت فوق‌العاده لغو شود، فرمان عفو عمومی صادر شود و همهٔ زندانیانی که به دلیل بیان نظرات و مواضع سیاسی خود بازداشت شده‌اند، آزاد گردند.
محمد بدیع، تشکیل دولت وحدت ملی انتقالی و برگزاری انتخابات پارلمانی آزاد و شفاف تحت نظارت دستگاه قضایی برای تحقق ارادهٔ ملت را چهارمین و پنجمین مرحلهٔ طرح خود اعلام کرد.
رهبر گروه اخوان‌المسلمین در ششمین مرحلهٔ طرح خود که پارلمان برآمده از رای ملت، تعدیلات لازم را در قانون اساسی صورت دهد تا زمینهٔ برگزاری آزاد و فراگیر انتخابات ریاست جمهوری با رای مستقیم مردم مصر فراهم شود.
در ۴ فوریهٔ سال ۲۰۱۱ و پس از موج سرکوب‌ها توسط حسنی مبارک، کمیتهٔ انقلاب ملی مصر تشکیل شد. یکی از اعضای این کمیته اعلام کرد: این کمیته پس از رایزنی‌های طولانی، با هدف حمایت از جوانان مصری و اقدامات قانونی آن‌ها برای مقابله با عوامل نظام مبارک تشکیل شده‌است.
علی خامنه‌ای رهبر جمهوری اسلامی ایران طی سخنانی در نماز جمعه‌ای که در تاریخ ۴ فوریه ۲۰۱۱ در شهر تهران برگزار شد، انقلاب مصر را اسلامی و نشأت گرفته از انقلاب اسلامی ایران دانست. یکی از سایت‌های منتسب به اخوان المسلمین ضمن انتقاد از اظهارات علی خامنه‌ای نظر وی را رد کرد و گفت «انقلاب مصر یک انقلاب مردمی است نه انقلاب اسلامی. قیام مردم مصر قیام در برابر استبداد و بی عدالتی است و مردم در آن از هر قشر و با هر مذهبی حضور دارند.»
کمال الحلباوی از اعضاء ارشد این گروه نیز درپاسخ به سؤال مجری شبکه تلویزیونی بی‌بی‌سی فارسی در مورد همین اظهارات هر چند از تمام کسانی که از انقلاب مصر حمایت می‌کنند تشکر کرد اما اظهار داشت که شرایط مصر با ایران متفاوت است و در مصر احزاب زیادی فعالیت می‌کنند… و مردم بعد از رفتن مبارک خودشان حکومت آینده را انتخاب خواهند کرد، اگر دولت اسلامی را بخواهند که امیدوارم این‌طور باشد این خواستهٔ مردم است اما اگر نوع دیگری از دولت را بخواهند نمی‌توان اسلام را به زور به آن‌ها تحمیل کرد.

در تاریخ ۵ فوریه ۲۰۱۱ و با استعفای حسنی مبارک از حزب حاکم اعضا و بدنهٔ حزب حاکم نیز از این حزب استعفا دادند. گفتنی است حسنی مبارک باز هم از قدرت کناره‌گیری نکرد.
مردم مصر روز سه شنبه (۱۹ بهمن-۸ فوریه) سال ۲۰۱۱–۱۳۸۹ برای پانزدهمین روز متوالی با برگزاری تظاهراتی گسترده کناره‌گیری حسنی مبارک رئیس‌جمهور این کشور از قدرت را خواستار شدند. همچنین هزاران نفر از مردم مصر در خیابان رامسس تجمع کرده و خواستار انحلال پارلمان شدند. در همین حال مبارک به منظور مقابله با گسترش اعتراض‌های مردمی، تشکیل کمیته‌ای برای ایجاد اصلاحات در قانون اساسی این کشور را تصویب کرد و از افزایش ۱۵ درصدی در حقوق کارمندان و بازنشستگان مصر خبر داد. اما معترضان در واکنش به این تصمیم، این افزایش حقوق را دیر و میزان آن را کم خواندند.
یک روز پس از اعتصاب معترضان در برابر پارلمان مصر، پارلمان مصر به دلیل بیم از اشغال آن توسط معترضان به دستور نیروهای امنیتی خالی شد.
معترضان در ژانویه و فوریه ۲۰۱۱ که محمد البرادعی نمایندهٔ اپوزیسیون در میان آن‌ها بود، به تحصن خود در میدان التحریر ادامه دادند.
سرانجام پس از روزها کشمکش و اعتراضات خیابانی و اعتصاب، حسنی مبارک به همراه همسر خود مصر را از فرودگاه «الماضه» به سمت محلی نامعلوم ترک کردند. به گزارش خبرگزاری بی‌بی‌سی، مبارک در روز جمعه ۲۲ بهمن ۱۳۸۹ خورشیدی مصادف با ۱۱ فوریه ۲۰۱۱ مصر را به محل نامعلومی ترک کرد. بسیاری این روز را روز پیروزی انقلاب مصر قلمداد می‌کنند.
در ۱۱ فوریه ۲۰۱۱ میلادی، عمر سلیمان، معاون حسنی مبارک با اعلام خبر استعفای حسنی مبارک، گفت: شورای عالی نیروهای مسلح مصر اداره امور کشور را برعهده خواهد گرفت. شورای عالی نیروهای مسلح مصر نیز در بیانیه‌ای مفصل اعلام کرد: این شورا جایگزین دولت مشروع مورد نظر ملت مصر، نیست. در این بیانیه آمده‌است: «در این لحظه تاریخی و سرنوشت‌ساز و با اعلام کناره‌گیری حسنی مبارک از مقام ریاست‌جمهوری و با مکلف کردن شورای عالی نیروهای مسلح جهت اداره امور کشور، همه ما می‌دانیم که این یک مسئولیت مهم و خطیر است.» لازم است ذکر شود که مسئولیت این شورا بر عهدهٔ وزیر دفاع مصر، محمد حسین طنطاوی قرار گرفت.
دولت آمریکا نیز در جریان اعتراضات مصر خواهان توقف خشونت علیه معترضان مصری شده‌بود.
روزنامه واشینگتن‌پست با تحلیلی گسترده از آیندهٔ روابط آمریکا و مصر پس از دولت حسنی مبارک در گزارشی مفصل با طرح این موضوع اعلام داشت که کارشناسان بر این باورند، در صورت برگزاری انتخابات آزاد در مصر، «اخوان المسلمین» قدرت را در این کشور به دست خواهند گرفت و مخالف برخی از سیاست‌های دولت اسرائیل خواهد بود، هر چند اخوان‌المسلمین مصر اعلام کرد که به پیمان صلح با اسرائیل پایبند می‌باشد.
همچنین در ادامهٔ این گزارش مفصل اضافه می‌شود که قطعاً دولت ایالات متحده آمریکا بدون سیستم اطلاعاتی مصر در جمع‌آوری اخبار از گروه‌های بنیادگرای اسلامی در منطقه به مشکل برخواهد خورد.
سرانجام حسنی مبارک و وزیر کشور وی حبیب العدلی به دلیل عدم توقف کشتارها در طی ۶ روز اول اعتراضات مصر در سال ۲۰۱۱، به حبس ابد محکوم شدند
و جانشین وی –محمد مرسی- به عنوان اولین رئیس‌جمهور بر آمدهٔ مصر از انتخابات دموکراتیک، در برابر قضات دادگاه عالی قانون اساسی سوگند یاد کرد.

## اقتصاد مصر در خلال اعتراضات
اعتراضات سراسری ۲۰۱۱ مصر در شرایطی اتفاق افتاد که ۴۰٪ مردم مصر دارای درآمدی کمتر از ۲ دلار در روز هستند و آخرین آمار، نرخ تورم در این کشور را ۱۳٪ اعلام می‌کند. شکاف طبقاتی در مصر در آستانه بحران‌های این کشور بسیار بیشتر از حالت استاندارد جهانی می‌باشد. پمپ بنزین‌ها، فروشگاه‌ها و بانک‌ها در اعتراضات گسترده مصر به کلی تعطیل و غیرفعال هستند و حرکت اقتصاد مصر با این احوال به کلی متوقف شده‌است. علاوه بر بانک‌ها، بازار سهام نیز در ۱ فوریه ۲۰۱۱ در مصر تعطیل بود. اعتراضات خیابانی در مصر و توقف چرخه صنعت گردشگری در این کشور، روزی ۵۰۰ میلیون یورو به اقتصاد مصر ضرر زده‌است.

## محدودیت‌های رسانه‌ای

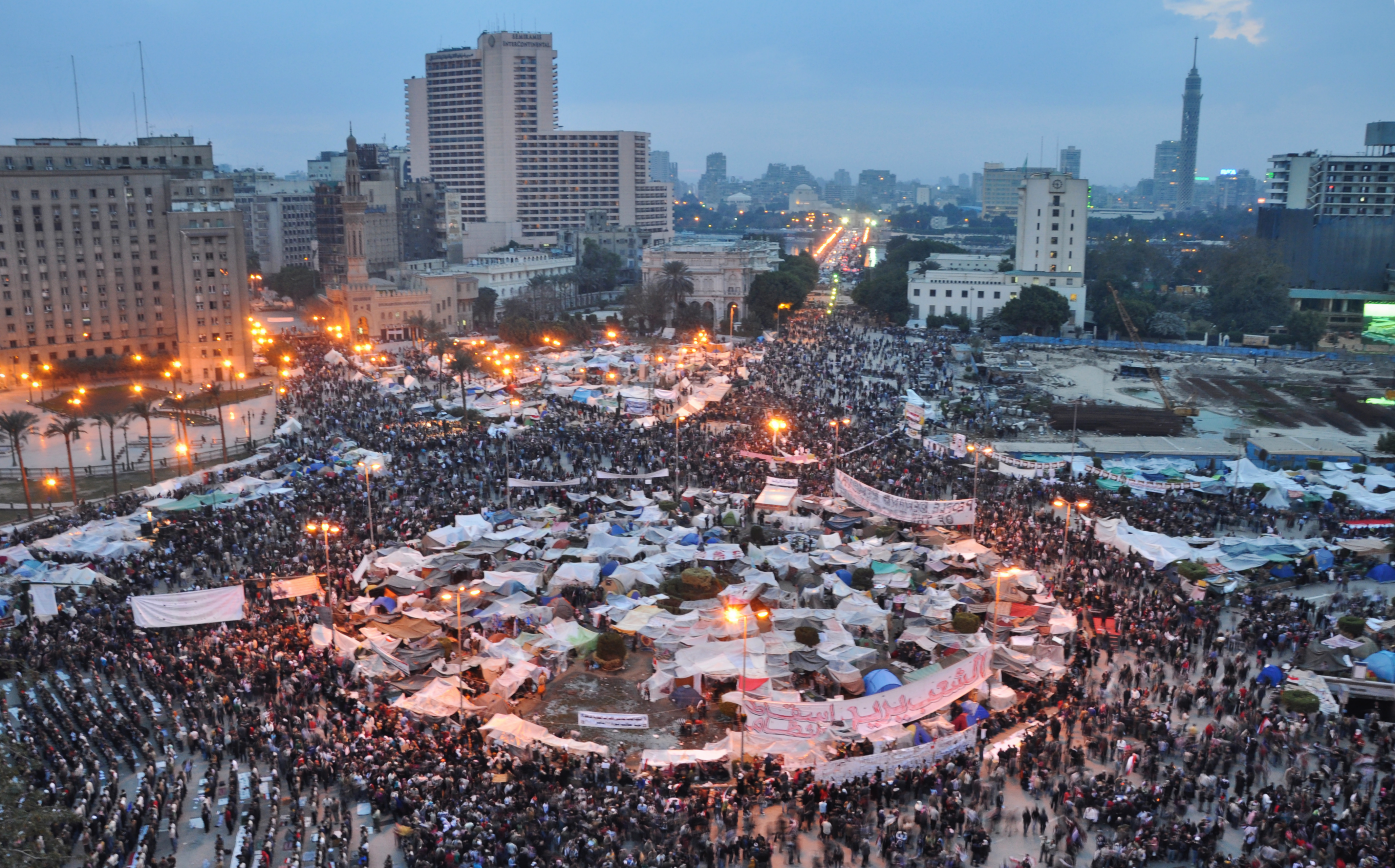
بیش از یک میلیون نفر در میدان تحریر خواستار برکناری رژیم و کناره گیری مبارک شدند

حکومت مصر در برخورد با اعتراضات به قطع پوشش تلفن همراه در میدان التحریر در روز ۲۵ ژانویه و فیلترینگ وب‌سایت‌های مخالفان روی آورد. این شیوه را پیشتر ایران در جریان اعتراضات پس از انتخابات ریاست‌جمهوری ۱۳۸۸ و تونس در قیام تونس (۲۰۱۰–۲۰۱۱) آزموده بودند. در روزهای پنجشنبه ۲۷ و جمعه ۲۸ ژانویه نیز اینترنت، تلفن همراه و پیام کوتاه قطع شد.

## تغییر در دولت
حسنی مبارک در اواخر شب جمعه ۲۸ ژانویه در نخستین سخنرانی تلویزیونی خود از زمان شروع تظاهرات به مردم وعده داد برای اصلاحات اجتماعی، اقتصادی و سیاسی، مانند افزایش دمکراسی و آزادی‌های شهروندی و حل مشکل بیکاری تلاش کند. او همچنین از دولت احمد نظیف، نخست‌وزیر این کشور خواست استعفا دهد و از تشکیل دولت جدید خبر داد. حسنی مبارک همچنین از عمل‌کرد نیروهای امنیتی در برخورد با مخالفان دفاع کرد. انحلال دولت صبح روز بعد به‌طور رسمی اعلام شد.
حسنی مبارک پس از منحل کردن کابینه، ژنرال عمر سلیمان، رئیس سازمان اطلاعات مصر را به عنوان معاون خود و احمد محمد شفیق، وزیر هوانوردی را به عنوان نخست‌وزیر منصوب کرد. این برای نخستین بار در طول حکومت ۳۰ ساله مبارک است که وی معاونی را برای خود انتخاب می‌کند. براساس قانون اساسی مصر در صورت استعفاء یا فوت رئیس‌جمهور، وظایف وی را جانشین او بر عهده خواهد گرفت.
عمل‌کرد سرویس تحقیقات امنیت کشور در طول ۳۰ سال زمام‌داری حسنی مبارک، از جمله عوامل قیام عمومی بود.

## بازتاب بین‌المللی
در خلال رخدادهای سیاسی مصر و اعتراضات سراسری در مصر که از ۲۵ ژانویه آغاز گردید، به استثناء چند کشور خاورمیانه، اکثر کشورها و سازمان‌های بین‌المللی از جنبش آزادی‌خواهی در مصر حمایت کردند و خواهان برابری، آزادی بیان و قلم و رفع معضلات اقتصادی، سیاسی و اجتماعی در مصر شدند. در طول این اعتراضات بیشتر کشورها خواهان حذف هر نوع خشونت از طرف مقامات مصری بر معترضان مصری شدند.

## محاکمه مبارک
در تاریخ ۲ اوت ۲۰۱۱ حسنی مبارک رئیس‌جمهور برکنار شده مصر به همراه پسرانش علاء مبارک و جمال مبارک و حبیب العادلی وزیر پیشین کشور مصر و ۶ نفر از افسران ارشد پلیس، در دادگاه جنایی قاهره حاضر شد تا تفهیم اتهام شوند. به نوشته روزنامه مصری الیوم السابع، علاء و جمال مبارک پسران رئیس‌جمهور سابق مصر روز گذشته در ساعت ۴ بامداد به منظور حضور در دادگاه جنایی قاهره به قضاوت احمد رفعت از زندان مزرعه طره با خودروهای ضدگلوله و تحت تدابیر شدید امنیتی به مقر آکادمی پلیس انتقال داده شدند. در همین حال و در خارج از فضای دادگاه، درگیری‌هایی نیز میان طرفداران و مخالفان مبارک درگرفت که به زد و خورد و زخمی شدن ۵۳ نفر منجر شد. در ساعت ۵ و ۸ دقیقه بامداد هواپیمای حامل حسنی مبارک از فرودگاه بین‌المللی شرم‌الشیخ در فرودگاه نظامی الماظه به زمین نشست و پس از آن با هلی‌کوپتری به آکادمی پلیس انتقال داده شد و در ساعت ۹ صبح هلیکوپتر به زمین نشست و مبارک با آمبولانسی به دادگاه انتقال داده شد. در همین حال، متهمان به‌ترتیب حبیب العادلی، احمد محمد رمزی، عدلی فاید، حسن محمد عبدالرحمن، اسماعیل الشاعر، اسامه المراسی، عمرالفرماوی، علاء مبارک، جمال مبارک و پس از همه آن‌ها حسنی مبارک دراز کشیده بر تخت بیمارستان در هوشیاری کامل، در قفس اتهامی حاضر شدند. در پایان خواندن اتهامات توسط قاضی دادگاه، همه متهمان اتهامات مطرح شده را رد کردند. احمد رفعت قاضی دادگاه پیش از پایان جلسه اعلام کرد که جلسه بعدی محاکمه مبارک در ۱۵ اوت برگزار خواهد شد و وی تا آن زمان در بیمارستان آکادمی پلیس باقی خواهد ماند. حسنی مبارک رئیس‌جمهور سابق مصر در ۱۱ فوریه و در پی پیروزی انقلاب مردم از قدرت کناره گرفت و از زمان صدور حکم بازداشت، وی برای انجام تحقیقات در ماه آوریل، در بیمارستان شرم‌الشیخ به سر می‌برد.
سومین جلسه دادگاه حسنی مبارک در تاریخ ۵ سپتامبر ۲۰۱۱ برگزار گردید. دادگاه او در حالی در ساختمان آکادمی پلیس در قاهره برگزار شد که ده وکیل کویتی که برای دفاع از حسنی مبارک خود را به قاهره رسانده بودند، اجازه ورود به دادگاه را پیدا نکردند. بررسی رفتار نیروهای پلیس در روزهای انقلاب مصر، یکی از محورهای اصلی در دادگاه مبارک بود. در دادگاه علاوه بر حسنی مبارک، پسرانش علاء و جمال مبارک و وزیر داخلی‌اش حبیب العادلی به همراه ۶ نفر از معاونان سابق بلندپایه وزارت داخلی حضور داشتند. سومین دادگاه محاکمه مبارک که ساعت یک بعدازظهر به وقت محلی تشکیل شده بود با حضور سه تن از شاهدانی که در هنگام اعتراضات مردم مصر در اتاق جنگ وزارت کشور حضور داشتند، ادامه یافت. این شاهدان برای اینکه از اظهارات ضد و نقیض خودداری کنند در اتاق‌های جداگانه حضور داشتند. هم‌زمان با تشکیل جلسه دادگاه، در بیرون از آکادمی پلیس درگیری‌های نسبتاً شدیدی بین نیروهای مخالف حسنی مبارک به وجود آمد که در این درگیری‌ها تعدادی و از جمله یک زن مجروح و تعدادی هم دستگیر شدند. همچنین در این دادگاه زمانی که برخی از وکلای حسنی مبارک عکس وی را در دادگاه بر روی دست گرفته بودند، واکنش برخی از حضار را به همراه داشت، به گونه‌ای که آنان نیز عکس‌های حسنی مبارک را در دادگاه به آتش کشاندند. البته هنگام بالا بردن عکس حسنی مبارک در دادگاه قاضی دادگاه مخالفتی با این کار انجام نداد.

### حکم دادگاه
سرانجام ۱۳ خرداد ۱۳۹۱ حسنی مبارک از اتهام‌های مالی تبرئه و برای کشتار تظاهرکنندگان به زندانی ابد محکوم شد. حبیب عادلی وزیر کشورش نیز به همین حکم محکوم شد.
این حکم اعتراض بسیاری از مردم را -که انتظار حکم اعدام برای مبارک داشتند- برانگیخت و درون و بیرون دادگاه مردم با هواداران مبارک درگیر شدند.
اعتراض به قاهره محدود نبود و چندین شهر مصر را فراگرفت.

## حمله به سفارت اسرائیل در قاهره در ۹ سپتامبر ۲۰۱۱
به گزارش دویچه‌وله، جمعه شب به تاریخ ۹ سپتامبر ۲۰۱۱، صدها نفر از معترضان مصری در قاهره به سفارت اسرائیل حمله کردند و به پیرو آن سفیر اسرائیل از این کشور خارج شد. صدها نفر از تظاهرکنندگان مصری نخست با پتک و دیلم، دیوار دو و نیم متری در برابر سفارت اسرائیل در قاهره را فرو ریختند. سپس یکی از تظاهرکنندگان پرچم اسرائیل را پایین کشید و آن را به میان جمعیت پرتاب کرد. این در حالی است که نیروهای امنیتی در مصر در آغاز تظاهرات واکنشی از خود نشان ندادند، اما در ساعات پایانی شب و با وخیم‌تر شدن اوضاع، میان مردم معترض و نیروهای امنیتی درگیری‌های شدیدی به وجود آمد که در نتیجه آن سه نفر کشته و بیش از هزار نفر از معترضان زخمی شدند. تظاهرکنندگان همچنین به سوی مأموران پلیس سنگ پرتاب کردند و به یک پاسگاه پلیس در نزدیکی سفارت اسرائیل حمله کردند. پلیس برای مقابله با این حمله، گاز اشک‌آور شلیک کرد. این در حالی است که برخی از خبرگزاری‌ها از صدای شلیک گلوله نیز خبر داده‌اند. به گزارش خبرگزاری فرانسه، در ساعات پایانی جمعه شب، صدای گلوله در اطراف سفارت اسرائیل شنیده شد. اما هنوز معلوم نیست چه کسی تیراندازی کرده‌است. با این وجود در پایان، تظاهرکنندگان موفق شدند وارد بخشی از سفارت اسراییل شوند و هزاران سند را از پنجره‌ها به بیرون پرتاب کنند. سفیر اسرائیل، پس از تسخیر سفارتخانه به همراه خانواده و کارمندان سفارت به اسرائیل بازگشته‌اند. تلویزیون دولتی مصر نیز پس از خروج سفیر اسرائیل از مصر در گزارشی اعلام کرد که سفیر اسرائیل در مصر پیشتر با یکی از ژنرال‌های شورای نظامی حاکم بر مصر ملاقات کرده بود و سفیر اسراییل در این دیدار نگران و مضطرب به نظر می‌رسیده‌است.

## راهپیمایی جمعه ۳۰ سپتامبر ۲۰۱۱
مردم مصر روز جمعه ۳۰ سپتامبر ۲۰۱۱ در تظاهراتی با عنوان جمعه بازپس‌گیری انقلاب، در میدان تحریر قاهره تجمع کردند. مهم‌ترین دلیل خشم روزهای اخیر انقلابیون مصر، قانونی است که شورای نظامی این کشور برای انتخابات پارلمانی این کشور تصویب کرده‌است. قانونی که مجلس این کشور را در اختیار طرفداران حسنی مبارک قرار می‌دهد.

## راهپیمایی روز جمعه ۲۵ نوامبر ۲۰۱۱ روز باز پس‌گیری انقلاب
به گزارش خبرگزاری مهر به نقل از رسانه‌های مصر، تظاهرات کنندگان مصری در روز جمعه ۲۵ نوامبر ۲۰۱۱ در میدان التحریر در قاهره تجمع کردند. لغو قانون فوق‌العاده، تعدیل قانون انتخاباتی، اجرای قانون جلوگیری از فعالیت سیاسی بازماندگان حزب حاکم سابق تا ۱۰ سال آینده و تعیین جدول زمان‌بندی برای انتقال قدرت از شورای نظامی به یک حکومت غیرنظامی را خواستار شدند. لغو محاکمه‌های نظامی و احکام صادره در دوره‌های گذشته و ازسرگیری این محاکمه‌ها در دادگاه‌های غیرنظامی، پاکسازی وزارت کشور و وزارت اطلاع‌رسانی، تضمین استقلال دستگاه قضایی و پاکسازی آن، آزادی تأسیس سندیکاها و اتحادیه‌های مستقل و لغو قانون جرم دانستن اعتصابات از دیگر خواسته‌های مردم مصر است که در تظاهرات این روز بر آن پافشاری شد. بر اساس این گزارش، بسیاری از احزاب و نیروها و جنبش‌های سیاسی خواستار مشارکت در جمعه بازپس‌گیری انقلاب شده‌اند که مهم‌ترین آن‌ها جنبش ششم آوریل، کمیته هماهنگی گروه‌های مردمی، ائتلاف جوانان انقلاب، جنبش قبطی‌های بدون قید و بند، احزاب الوفد، الوسط، الغد الجدید، الکرامه، الناصری، العدل، جبهه دموکراتیک هستند. احزاب و گروه‌هایی از جمله اخوان المسلمین، حزب آزادی و عدالت، جنبش سلفی، جماعت اسلامی، حزب مصریهای آزاده و حزب اتحاد مصری عربی اعلام کرده‌اند در تظاهرات جمعه ۲۵ نوامبر ۲۰۱۱ مشارکت نخواهند کرد.

## انتخابات ریاست جمهوری در سال ۲۰۱۲

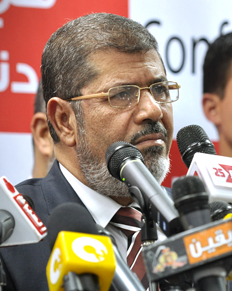
محمد مرسی

در انتخابات ریاست جمهوری مصر که در تاریخ ۱۷ ژوئن ۲۰۱۲ برگزار گردید، محمد مرسی بر اساس آمار رسمی در رقابت با ژنرال احمد شفیق پیروز انتخابات گردید. وی پنجمین رئیس‌جمهور مصر و نخستین رئیس‌جمهور پس از انقلاب ۲۰۱۱ مصر بود.

### کتاب در مورد انقلاب
کتاب از انقلاب مصر نویسنده سیاسی احمد غانم.

## برکناری محمد مرسی در ژوئیه ۲۰۱۳
یک سال پس از تحلیف محمد مرسی، نخستین رئیس‌جمهور انقلاب ۲۰۱۱ مصر، موج جدیدی از اعتراضات علیه دولت انقلابی شکل گرفت که نهایتاً در سوم ژوئیه ۲۰۱۳ طی کودتایی به سقوط دولت منجر گردید و ارتش عدلی منصور، رئیس دادگاه قانون اساسی مصر را به عنوان رئیس‌جمهور موقت دولت انتقالی برای برگزاری انتخابات زودهنگام تعیین کرد.